# Liste des gags de Pauvre Lampil
| N° | Nom                                                          | Spirou numéro      | Album | Thème                       |
| -- | ------------------------------------------------------------ | ------------------ | ----- | --------------------------- |
|    | Interview                                                    | no 1826            | 1     | Média                       |
|    | Tel père, tel fils                                           | no 1837            | 1     | Référendum                  |
|    | La Grande illusion                                           | no 1847            | 1     | Média                       |
|    | L'Éditeur a toujours raison                                  | no 1853            | 1     | Éditeur                     |
|    | Laissez venir à lui les petits enfants                       | no 1861            | 1     | Dédicace                    |
|    | Salut, les copains                                           | no 1876            | 1     | Déprime                     |
|    | Dédicaces et rognons de porc                                 | no 1880            | 1     | Boucherie                   |
|    | L'Étiquette ne fait pas le moine                             | no 1885            | 1     | Média                       |
|    | Nocturne                                                     | no 1887            | 2     | Insecte                     |
|    | Tant qu'on a la santé                                        | no 1891            | 1     | Santé                       |
|    | Ca sent l'oignon                                             | no 1895            | 1     | Santé                       |
|    | Allez, hop : tout le monde à la campagne…                    | no 1896            | 1     | Police                      |
|    | Délirium                                                     | no 1899            | 1     | Déprime                     |
|    | Qu'importe le flacon                                         | no 1903            | 1     | Déprime                     |
|    | La Faim justifie les moyens                                  | no 1907            | 1     | Scène de ménage             |
|    | Dessins d'après nature                                       | no 1911            | 1     | Nature                      |
|    | Dis, papa, dis, papa…                                        | no 1918            | 1     | Résultat scolaire           |
|    | Tout va très bien, Madame la Marquise…                       | no 1922            | 1     | Relation avec le scénariste |
|    | Le Grain de sable                                            | no 1926            | 1     | Vacance                     |
|    | Errare humanum est                                           | no 1933            | 1     | Éditeur                     |
|    | Donnant donnant                                              | no 1935            | 1     | Boucher                     |
|    | Silence ! On scénarise…                                      | no 1941            | 2     | Relation avec le scénariste |
|    | Pour une poignée de crevettes                                | no 1943            | 2     | Scène de ménage             |
|    | Bouderies et boudin                                          | no 1947            | 1     | Boucher                     |
|    | Fatalisme                                                    | no 1949            | 1     | Scène de ménage             |
|    | Bouchées doubles                                             | no 1957            | 3     | Santé                       |
|    | L'Oreille bouchée                                            | no 1959            | 2     | Santé                       |
|    | C'est Lampil                                                 | no 1965            | 2     | Relation avec le scénariste |
|    | Trop de nerfs dans le steak                                  | no 1979            | 2     | Boucher                     |
|    | Un pharmacien… Un épicier…                                   | no 1982            | 2     | Pharmacien                  |
|    | L'Attentat du petit calmar                                   | no 1988            | 2     | Scène de ménage             |
| 33 | Engammeufoffifoneuporefalami                                 | no 1999            | 2     | Santé                       |
| 34 | L'Éternel féminin…                                           | no 2003            | 2     | Achat                       |
| 35 | Connaissez-vous la dernière ?                                | no 2006            | 2     | Relation avec le scénariste |
| 37 | Pilules en vrac                                              | no 2011            | 2     | Santé                       |
| 36 | Dépistage anticancer                                         | no 2015            | 2     | Santé                       |
|    | Noël Noël                                                    | no 2017            | 2     | Scène de ménage             |
| 38 | À cheval ou en voiture !?                                    | no 2018            | 2     | Éditeur                     |
| 39 | L'Humour n'a pas de prix                                     | no 2022            | 2     | Éditeur                     |
| 41 | À vos souhaits…                                              | no 2028            | 2     | Boucher                     |
| 40 | Chat chat chat                                               | no 2033            | 2     | Animaux                     |
| 42 | Dans la rue…                                                 | no 2038            | 2     | Relation avec le scénariste |
| 43 | Le Malade imaginaire…                                        | no 2045            | 2     | Santé                       |
| 44 | Les Copains du dimanche                                      | no 2051            | 2     | Relation avec le scénariste |
| 46 | Jeux de poule…                                               | no 2063            | 3     | Animaux                     |
| 47 | Coup de soleil                                               | no 2065            | 3     | Santé                       |
| 45 | Les Femmes et les enfants d'abord !                          | no 2066            | 3     | Scène de ménage             |
| 48 | Cheveux en quatre                                            | no 2075            | 3     | Santé                       |
| 49 | Histoire « au poil »                                         | no 2076            | 3     | Coiffeur                    |
| 50 | Méprise…                                                     | no 2078            | 3     | Policier                    |
| 51 | Méfiez-vous des amis                                         | no 2083            | 3     | Relation avec le scénariste |
| 52 | De quoi je me mêle                                           | no 2094            | 3     | Média                       |
| 53 | Touche pas à ma femme                                        | no 2097            | 3     | Relation avec le scénariste |
| 54 | Microbes en vrac                                             | no 2099            | 3     | Pharmacien                  |
| 55 | Jeu de cache-cache                                           | no 2107            | 3     | Relation avec le scénariste |
| 56 | Un gros gros rhube                                           | no 2128            | 3     | Relation avec le scénariste |
| 58 | Atchî atchâ                                                  | no 2138            | 3     | Santé                       |
| 59 | Do you speak english?                                        | no 2144            | 3     | Relation avec le scénariste |
| 62 | Mauvaises langues                                            | no 2150            | 3     | Relation entre auteurs      |
| 57 | Le Boucher prend la mouche                                   | no 2157            | 3     | Boucher                     |
| 60 | Sueur froide                                                 | no 2166            | 3     | Relation avec le scénariste |
| 61 | Le Cobaye                                                    | no 2167            | 3     | Pharmacien                  |
| 63 | Infarctus ou infractus ?                                     | no 2170            | 3     | Santé                       |
| 64 | À qui se fier ?                                              | no 2171            | 3     | Santé                       |
| 65 | Plein régime…                                                | no 2177            | 4     | Relation avec le scénariste |
| 67 | Faut pas se mouiller !                                       | no 2203            | 4     | Scène de ménage             |
|    | B.D. et symphonie                                            | no 2204            | 4     |                             |
|    | Ça ne manque pas de piquants…                                | no 2208            | 4     |                             |
|    | Solution idoine pour passer la douane                        | no 2231            | 4     |                             |
|    | En famille…                                                  | no 2234            | 4     |                             |
|    | Araignée du soir…                                            | no 2254            | 4     |                             |
|    | Mort lente…                                                  | no 2266            | 4     |                             |
|    | Éditeur en crise                                             | no Spécial 1981-82 | 4     |                             |
|    | La Critique est aisée…                                       | no 2275            | 4     |                             |
|    | Entre chien et chat                                          | no 2277            | 4     |                             |
|    | Plus je connais Lampil, plus j'aime mon chien                | no Album +1        | 4     |                             |
|    | Balade en push-pull                                          | no 2308            | 4     |                             |
|    | Consultation par téléphone                                   | no 2311            | 4     |                             |
|    | B.D., Mémé, toutou…                                          | no 2326            | 4     |                             |
|    | Plus je connais Cauvin…                                      | no 2333            | 4     |                             |
|    | Le Semeur de zizanie                                         | no 2345            | 4     |                             |
|    | RRRZZZROORRZZZ…                                              | no 2350            | 4     |                             |
|    | Mime… osa !                                                  | no 2362            | 4     |                             |
|    | La Loi, c'est la loi                                         | no 2371            | 4     |                             |
|    | Le Malheur des uns…                                          | no 2540            | 5     |                             |
|    | Bon appétit                                                  | no 2542            | 5     |                             |
|    | Cardiogramme…                                                | no 2546            | 5     |                             |
|    | Un Jacques peut en cacher un autre…                          | no 2549            | 5     |                             |
|    | Argent sale…                                                 | no 2550            | 5     |                             |
|    | Les Mordus de la télé                                        | no 2564            | 5     |                             |
|    | Insomnies…                                                   | no 2566            | 5     |                             |
|    | Allô, les éditions Dupuis ?                                  | no 2579            | 5     |                             |
|    | Bon anniversaire                                             | no 2611            | 5     |                             |
|    | Des grands et des petits…                                    | no 2614            | 5     |                             |
|    | Gym cerveau                                                  | no 2620            | 5     |                             |
|    | Question de goût…                                            | no 2626            | 5     |                             |
|    | La solitude, ça n'existe pas !                               | no 2636            | 5     |                             |
|    | Un peu osé…                                                  | no 2642            | 5     |                             |
|    | Vendredi 13                                                  | no 2648            | 5     |                             |
|    | Le Saint du jour…                                            | no 2652            | 5     |                             |
|    | Entre chats…                                                 | no 2656            | 5     |                             |
|    | Alarme                                                       | no 2669            | 5     |                             |
|    | C'est le petit bout de la queue du chat…                     | no 2684            | 5     |                             |
|    | Raté !                                                       | no 2687            | 5     |                             |
|    | Pattes de mouche…                                            | no 2690            | 5     |                             |
|    | Silence, ça saute !                                          | no 2696            | 5     |                             |
|    | Un sale caractère… Moi ?                                     | no 2704            | 6     |                             |
|    | La Solitude, ça n'existe pas ! (2)                           | no 2712            | 6     |                             |
|    | Dites-le avec des fleurs…                                    | no 2715            | 6     |                             |
|    | Donnant donnant…                                             | no 2722            | 6     |                             |
|    | Tableau champêtre                                            | no 2727            | 6     |                             |
|    | Snif !                                                       | no 2730            | 6     |                             |
|    | La Paix est hors de prix                                     | no 2740            | 6     |                             |
|    | L'Inconnu dans la foule                                      | no 2747            | 6     |                             |
|    | Quoi de neuf docteur ? (journal) C'était trop beau ! (album) | no 2748            | 6     |                             |
|    | Dépression                                                   | no 2776            | 6     |                             |
|    | La Dernière cigarette                                        | no 2778            | 6     |                             |
|    | La Gaffe !                                                   | no 2782            | 6     |                             |
|    | L'Invention du siècle                                        | no 2785            | 6     |                             |
|    | Le Moral avant tout…                                         | no 2787            | 6     |                             |
|    | Bon anniversaire !                                           | no 2788            | 6     |                             |
|    | Pas de commentaire…                                          | no 2790            | 6     |                             |
|    | Les Nerfs à fleur de peau…                                   | no 2792            | 6     |                             |
|    | L'Erreur est humaine…                                        | no 2794            | 6     |                             |
|    | Quiproquo                                                    | no 2796            | 6     |                             |
|    | Chienne de vie                                               | no 2798            | 6     |                             |
|    | Cherche scénariste…                                          | no 2802            | 6     |                             |
|    | Entre râleurs…                                               | no 2804            | 6     |                             |
|    | Le Trou                                                      | no 2805            | 6     |                             |
|    | Vision d'avenir                                              | no 2849            | 7     |                             |
|    | Un moral d'enfer                                             | no 2853            | 7     |                             |
|    | Première neige                                               | no 2854            | 7     |                             |
|    | Jalousie                                                     | no 2862            | 7     |                             |
|    | Donnant donnant (2)                                          | no 2863            | 7     |                             |
|    | La Bonne position                                            | no 2867            | 7     |                             |
|    | Traqué par ses admirateurs                                   | no 2876            | 7     |                             |
|    | Un coup de vieux                                             | no 2878            | 7     |                             |
|    | La Vie en noir                                               | no 2881            | 7     |                             |
|    | Prise de contact                                             | no 2895            | 7     |                             |
|    | La Poire en deux                                             | no 2900            | 7     |                             |
|    | L'Artiste de corvée                                          | no 2903            | 7     |                             |
|    | Histoire de dents                                            | no 2909            | 7     |                             |
|    | Une coloriste de choc                                        | no 2924            | 7     |                             |
|    | Avant et après…                                              | no 2929            | 7     |                             |
|    | Briseur de rêves                                             | no 2934            | 7     |                             |
|    | Fol enthousiasme                                             | no 2943            | 7     |                             |
|    | La Naissance d'une idée                                      | no 2952            | 7     |                             |
|    | La Peau sur les os                                           | no 2954            | 7     |                             |
|    | L'Ami des chats                                              | no 2955            | 7     |                             |
|    | La Génération précédente                                     | no 2956            | 7     |                             |
|    | La Symphonie enrhumée et très affligeante de Pauvre Lampil   | no 3000            | 7     |                             |